# III kolonia robotnicza w Knurowie
III kolonia robotnicza w Knurowie – zespół budynków mieszkalnych wzniesionych dla pracowników kopalni Knurów i zlokalizowanych w Knurowie (województwo śląskie) przy ulicach Dworcowej, Mickiewicza, Damrota, Janty, Kopernika, Kościuszki, Miarki, Poniatowskiego, Sienkiewicza, Ogrodowej i Słoniny.

## Historia
Osiedle (kolonia patronacka) zostało wzniesione na terenach przylegających od północy do zabudowań kopalnianych. Pierwsze plany osiedla sporządził Karl Henrici (profesor architektury na Politechnice w Akwizgranie, autor koncepcji rozbudowy wielu miast niemieckich). Na planach tych wsparli się budowniczowie osiedla, którzy wznieśli je w latach 1903-1921 przy dawnej drodze łączącej Knurów z Zabrzem i Rybnikiem (obecnie jest to droga wojewódzka nr 921). Były to wówczas tereny wiejskie - domy wpisano w przestrzeń między kompleksem przemysłowym, polami uprawnymi, a najstarszą częścią wsi. Zrealizowano tylko część północną kolonii: 90 domów robotniczych, 5 domów dla urzędników i obiekty towarzyszące. Według planu Henriciego miało to być 190 obiektów na powierzchni około 25 (40) hektarów. W tej sytuacji osiedle dosięgnęłoby od wschodniej strony granic Gierałtowic, a jego centrum znalazłoby się na terenie stawu Moczury, naprzeciwko stacji kolejowej w Knurowie.
W myśl koncepcji Henriciego osiedle miało mieć formę ogrodowego przedmieścia, co zasadniczo uległo realizacji, jednak późniejsi architekci nie do końca wcielili w życie pierwowzór planu (m.in. obiekty użyteczności publicznej rozmieszczono odmiennie i w skromniejszym zakresie). Najpierw wzniesiono budynki Kolonii I i II. III kolonię zrealizowano na obszarze czternastu zamkniętych zespołów (pooddzielanych parkanami) w latach 1909-1914. Powstała ona przy następujących ulicach (nazwy obecne):
- Konstantego Damrota 1,
- Dworcowej 7, 9, 11, 12 (poczta), 13, 15, 17, 19, 21, 23, 25, 27,
- Józefa Janty 1, 2, 3,
- Mikołaja Kopernika 1, 2, 3, 4, 5, 6, 7, 8, 9, 10,
- Tadeusza Kościuszki 1, 2, 3, 4, 5, 6, 7, 8, 9, 10,
- Karola Miarki 1, 2, 3, 4, 5, 6,
- Adama Mickiewicza 1, 2, 3, 5, 6, 7, 8, 9, 10, 11, 13, 15, 17,
- Ogrodowej 2,
- Stanisława Poniatowskiego 1, 2, 3, 4, 5, 6, 7, 8, 10,
- Henryka Sienkiewicza 1, 2, 3, 4,
- Antoniego Słoniny 2, 3, 4, 5, 6, 8, 9, 10, 11, 12, 13, 14, 15, 16, 17, 18, 19, 21, 25, 27[1].

W 1909 zainicjowano budowę kolonii, budując czternaście domów ze 104 mieszkaniami oraz trzy domy urzędnicze z ośmioma mieszkaniami, w 1910 kolejne 129 mieszkań i jeden dom urzędniczy, natomiast w 1911 następne 130 mieszkań i 1 dom urzędniczy oraz łazienki. W latach 1909–1910 wybudowano szkołę dziesięcioklasową (w 1912 dobudowano doń nowe skrzydło z czterema klasami). W latach 1912–1914 wzniesiono 152 mieszkania robotnicze i osiem sypialni na 512 łóżek, jak również domy urzędnicze i dyrekcję kopalni. Sypialnie (domy noclegowe) cieszyły się niedobrą opinią w oczach bardziej ustabilizowanych życiowo mieszkańców osiedla. W celu neutralizacji skutków gromadzenia się samotnych pracowników stopniowo przewidziano dlań osobne pomieszczenia z mieszkań rodzinnych oraz adaptowano na te cele poddasza.

## Architektura
Kompozycja założenia jest nieregularna – osiedle dzieli się na mniejsze kwartały wydzielone poszczególnymi ulicami. Układ urbanistyczny jest urozmaicony za pomocą atrakcyjnych wizualnie układów perspektywicznych, co sprawia, że całość nie jest monotonna. Również architektura jest zróżnicowana. Zaprojektowano łącznie dwanaście typów budynków o charakterze "wiejskim", co nie wpływa jednak na utratę jednolitości kolonii. Akcentowane są szczególnie narożniki ulic. Jednostronne, prowadzone naprzemiennie po dwóch stronach jezdni chodniki obsadzano drzewami, przed domami urządzono przedogródki, a ulicom nadano lekkie krzywizny - sprawiło to wrażenie wijącej się wiejskiej drogi. Poszczególne kwartały miały swój własny i niepowtarzalny charakter. 
Z jednych schodów dostępne najwyżej cztery mieszkania. Miały one od dwóch do czterech izb. Dysponują one kuchniami i spiżarniami. Toalety zaplanowano na półpiętrach lub werandach gospodarczych. Każdy budynek miał również wydzielony plac gospodarczy i dostęp do gołębnika, szamba, jak również śmietnika. Poszczególne kwartały dysponowały własnymi ogrodami. Na osiedlu funkcjonowały obiekty użyteczności publicznej: magiel, dom kultury i sklep spożywczy.

## Ochrona konserwatorska
W 1992 opracowano studium konserwatorskie zespołu. Obszar zabudowy stanowi teren pośredniej ochrony konserwatorskiej. Podlega on ochronie na podstawie ustaleń miejscowego planu zagospodarowania przestrzennego. Budynki ujęte są w Gminnej Ewidencji Zabytków Gminy Knurów (zarządzenie nr 130/UA/2015 Prezydenta Miasta Knurowa z dnia 20 kwietnia 2015).
W 1993 Kolonię III wpisano do rejestru zabytków, jednakże odwołanie od tej decyzji złożyła wówczas dyrekcja kopalni „Knurów”. Decyzję o wpisie uchylono.

## Rola
Rola kolonii w rozwoju budownictwa patronackiego na Górnym Śląsku była znacząca, mimo że jego wartość oceniano w przeszłości różnie. W początkowym okresie stanowiła promocję dla dynamicznie rozbudowującej się kopalni. Była przykładem humanistycznego podejścia do roli mieszkalnictwa pracowniczego. W czasach PRL zainteresowanie osiedlem zmalało, rozpoczęła się stagnacja, a potem zaniedbania związane z ekspansją bloków z wielkiej płyty. Na potrzeby nowszych osiedli zaczęto częściowo wyburzać kolonię, jednak do jej ostatecznej likwidacji nie doszło. W 2018 rozpoczęto renowację i termomodernizację części budynków.

## Galeria

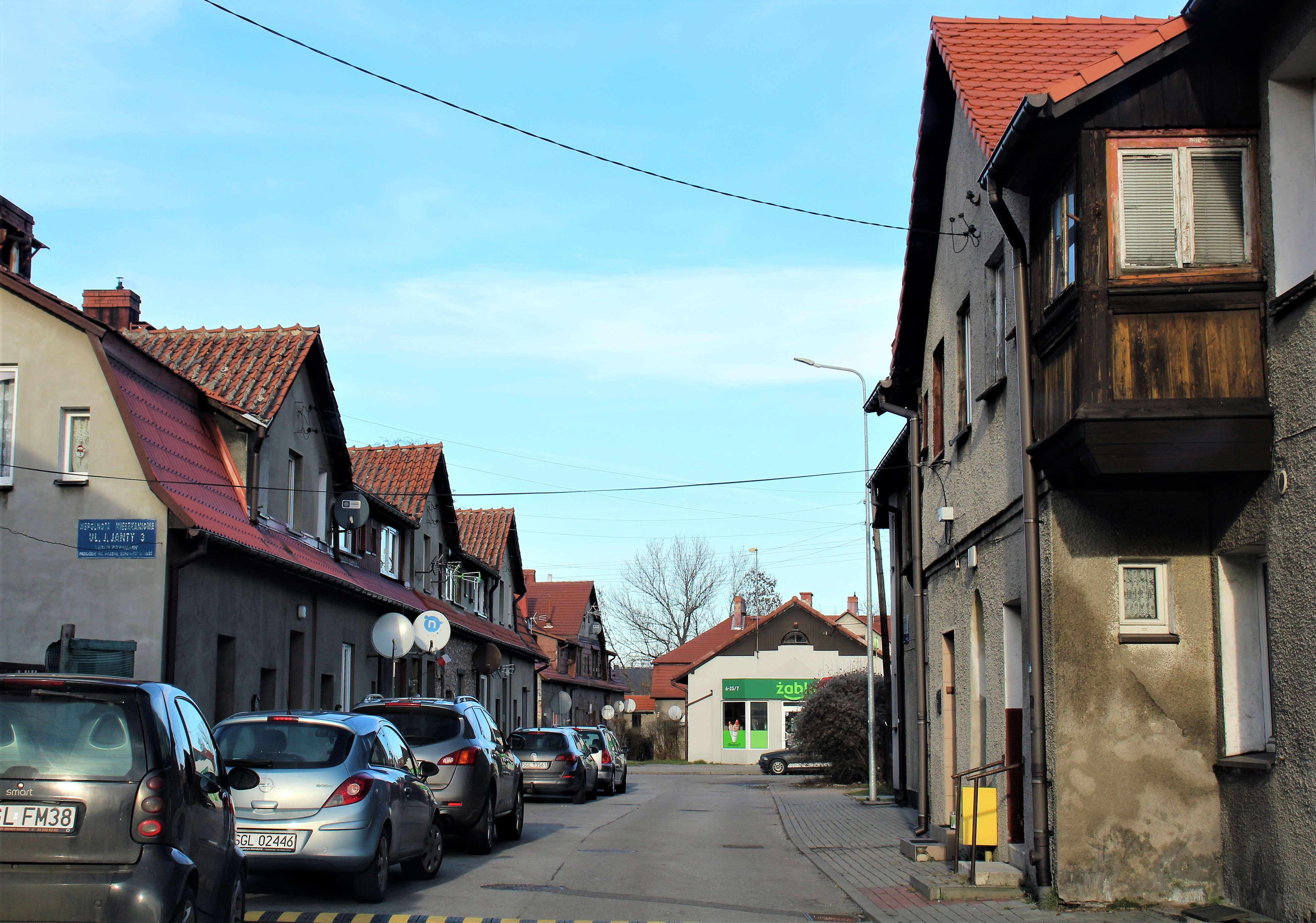
Fragmenty zabudowy
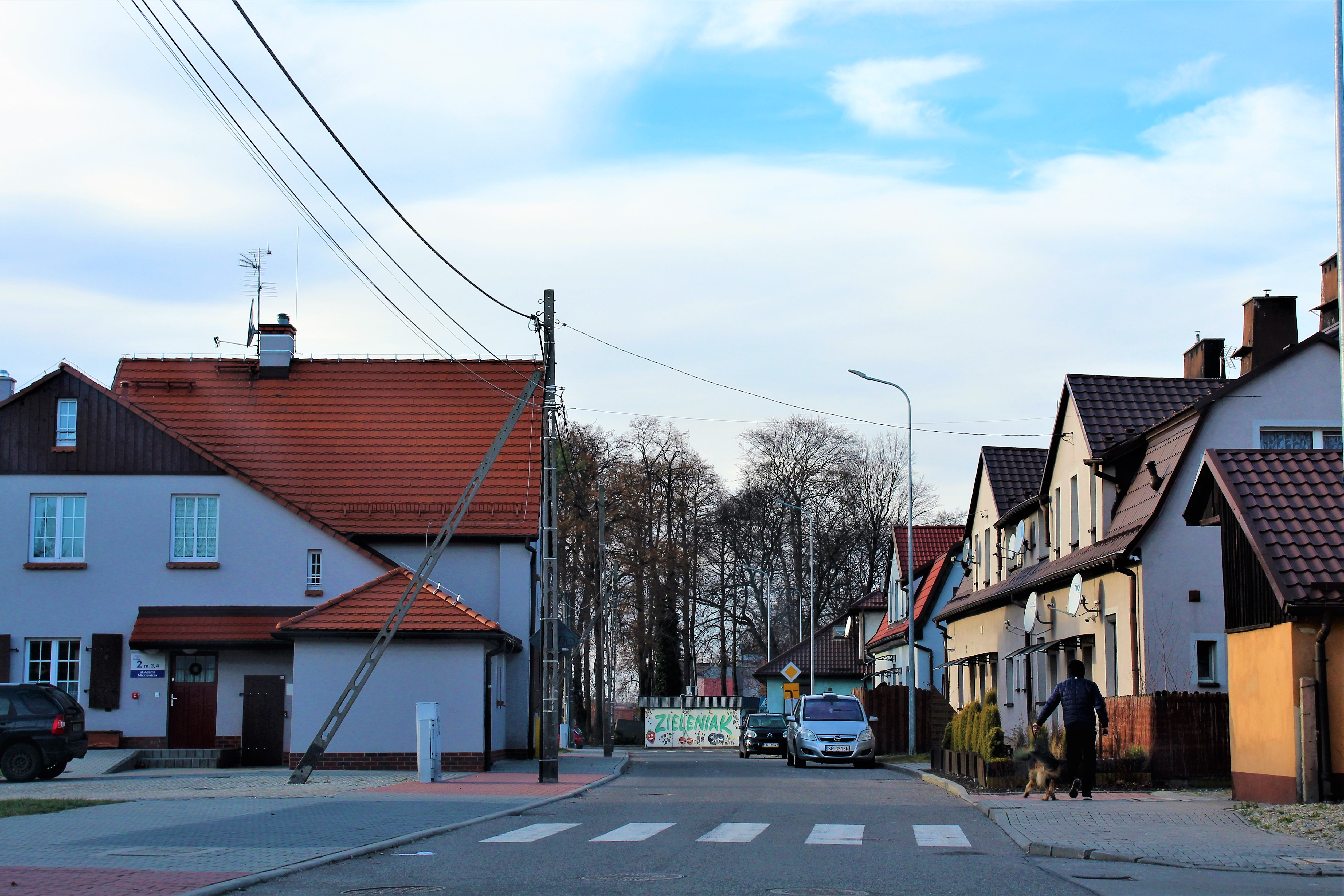
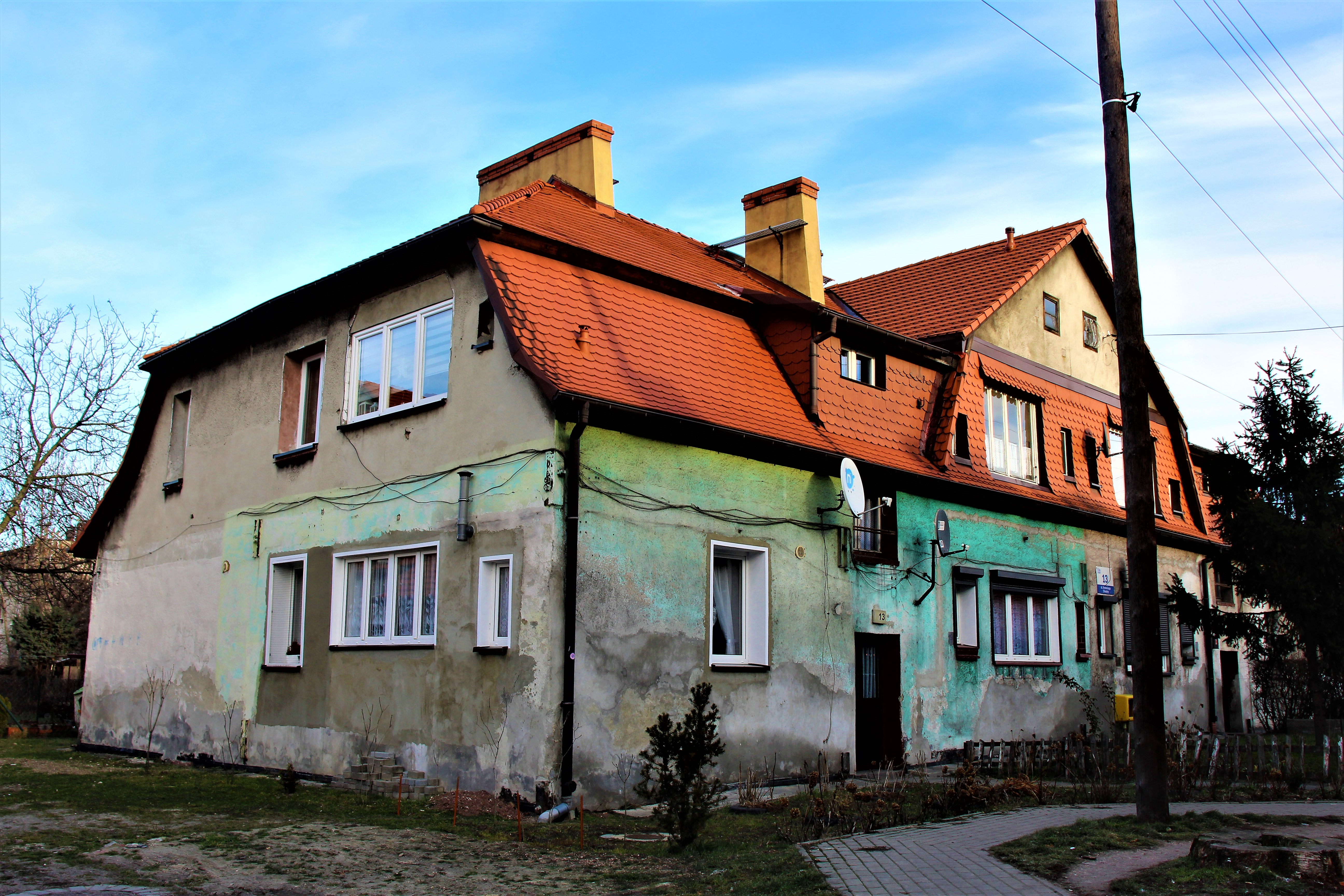